# Sezam (kniha)
Sezam (polsky Sezam i inne opowiadania) je soubor 6 sci-fi povídek polského spisovatele Stanisława Lema vydaný v roce 1954. Název sbírky je odvozen od stejnojmenné povídky, v níž je slovo SEZAM zkratkou výpočetního stroje - Stabilní Elektronové Zařízení Automatů Matematických. Posledním příběhem je Hvězdný deník Ijona Tichého - vesmírného cestovatele, jehož dobrodružství autor rozvinul v dalších knihách.
Česky vyšla kniha v roce 1957 v nakladatelství Naše vojsko. Polský originál obsahuje jednu dvoudílnou povídku navíc - Topolny i Czwartek.

## Obsah knihy
- Křišťálová koule (polsky Krysztalowa kula)
- Sezam (polsky Sezam)
- Electronic Subverside Ideas Detector
- Zákazník PANABOHA (polsky Klient PANABOGA)
- Hormon Agatotropický (polsky Hormon Agatotropiczny)
- Hvězdný deník Ijona Tichého - první cesty známého vesmírného dobrodruha.